# Молодіжний чемпіонат світу з хокею із шайбою 1979
Молодіжний чемпіонат світу з хокею із шайбою 1979 (англ. 1979 World Junior Ice Hockey Championships) — 3-й офіційній чемпіонат світу з хокею серед молодіжних команд, який відбувався у Швеції з 27 грудня 1978 року по 3 січня 1979 року.
Формат турніру зберігся торішній, на першому етапі в двох групах виявляли збірні, які зіграють у чемпіонській групі та виявлять чемпіона світу, а у втішному раунді виявлять невдаху, який залишить групу «А».

## Група А

### Попередній раунд
| М. |                |      | Чехословаччина | США | Норвегія | І | В | Н | П | Ш     | О   |
| -- | -------------- | ---- | -------------- | --- | -------- | - | - | - | - | ----- | --- |
| 1. | СРСР           |      | 9:1            | 7:1 | 17:0     | 3 | 3 | 0 | 0 | 33:02 | 6:0 |
| 2. | Чехословаччина | 1:9  |                | 3:2 | 6:4      | 3 | 2 | 0 | 1 | 10:15 | 4:2 |
| 3. | США            | 1:7  | 2:3            |     | 7:1      | 3 | 1 | 0 | 2 | 10:11 | 2:4 |
| 4. | Норвегія       | 0:17 | 4:6            | 1:7 |          | 3 | 0 | 0 | 3 | 05:30 | 0:6 |

| М. |           | Швеція | Фінляндія | Канада | ФРН | І | В | Н | П | Ш     | О   |
| -- | --------- | ------ | --------- | ------ | --- | - | - | - | - | ----- | --- |
| 1. | Швеція    |        | 2:1       | 1:0    | 5:2 | 3 | 3 | 0 | 0 | 08:03 | 6:0 |
| 2. | Фінляндія | 1:2    |           | 3:1    | 7:1 | 3 | 2 | 0 | 1 | 11:04 | 4:2 |
| 3. | Канада    | 0:1    | 1:3       |        | 6:2 | 3 | 1 | 0 | 2 | 07:05 | 2:4 |
| 4. | ФРН       | 2:5    | 1:7       | 2:6    |     | 3 | 0 | 0 | 3 | 05:18 | 0:6 |

### Фінальний раунд
| М. |                |     | Чехословаччина | Швеція | Фінляндія | І | В | Н | П | Ш     | О   |
| -- | -------------- | --- | -------------- | ------ | --------- | - | - | - | - | ----- | --- |
| 1. | СРСР           |     | 2:2            | 7:5    | 4:2       | 3 | 2 | 1 | 0 | 13:09 | 5:1 |
| 2. | Чехословаччина | 2:2 |                | 1:1    | 6:5       | 3 | 1 | 2 | 0 | 09:08 | 4:2 |
| 3. | Швеція         | 5:7 | 1:1            |        | 5:2       | 3 | 1 | 1 | 1 | 11:10 | 3:3 |
| 4. | Фінляндія      | 2:4 | 5:6            | 2:5    |           | 3 | 0 | 0 | 3 | 09:15 | 0:6 |

| М. |          | Канада | США   | ФРН   | Норвегія | І | В | Н | П | Ш     | О   |
| -- | -------- | ------ | ----- | ----- | -------- | - | - | - | - | ----- | --- |
| 5. | Канада   |        | 6:3   | (6:2) | 10:1     | 3 | 3 | 0 | 0 | 22:06 | 6:0 |
| 6. | США      | 3:6    |       | 8:6   | (7:1)    | 3 | 2 | 0 | 1 | 18:13 | 4:2 |
| 7. | ФРН      | (2:6)  | 6:8   |       | 6:0      | 3 | 1 | 0 | 2 | 14:14 | 2:4 |
| 8. | Норвегія | 1:10   | (1:7) | 0:6   |          | 3 | 0 | 0 | 3 | 02:23 | 0:6 |

### Бомбардири
| М  | Гравець             | Збірна         | Г | П | О  |
| -- | ------------------- | -------------- | - | - | -- |
| 1  | Володимир Крутов    | СРСР           | 8 | 6 | 14 |
| 2  | Анатолій Тарасов    | СРСР           | 5 | 5 | 10 |
| 3  | В'ячеслав Р'янов    | СРСР           | 6 | 3 | 9  |
| 4  | Георг Гольцманн     | ФРН            | 4 | 4 | 8  |
| 5  | Олександр Герасимов | СРСР           | 2 | 6 | 8  |
| 6  | Андрій Андреєв      | СРСР           | 6 | 1 | 7  |
| 7  | Аарон Бротен        | США            | 4 | 3 | 7  |
| 8  | Ярмо Макітало       | Фінляндія      | 4 | 3 | 7  |
| 9  | Ян Яшко             | Чехословаччина | 3 | 4 | 7  |
| 10 | Олексій Касатонов   | СРСР           | 3 | 4 | 7  |
| 10 | Антон Штястний      | Чехословаччина | 3 | 4 | 7  |

### Нагороди
Найкращі гравці, обрані дирекцією ІІХФ
- Найкращий воротар:  Пелле Ліндберг
- Найкращий захисник:  Олексій Касатонов
- Найкращий нападник:  Володимир Крутов

Команда усіх зірок, обрана ЗМІ
- Воротар:  Пелле Ліндберг
- Захисники:  Іван Черний —  Олексій Касатонов
- Нападники:  Томас Стеен —  Анатолій Тарасов —  Володимир Крутов

## Переможці
Склад збірної СРСР:
- воротарі — Володимир Герасимов («Дизеліст»), Дмитро Саприкін (ЦСКА);
- захисники — Олексій Касатонов (ЦСКА), Юрій Вожаков[ru] («Торпедо» Горький), Андрій Сидоренко («Трактор»), Юрій Страхов[ru], Віктор Глушенков («Динамо» Москва), Сергій Карпов («Спартак»), Валерій Крилов (СКА);
- нападники — Володимир Крутов (ЦСКА) В'ячеслав Р'янов[ru], Анатолій Тарасов, Геннадій Кудрін («Торпедо» Горький), Олександр Герасимов («Дизеліст»), Андрій Андрєєв, Микола Маслов[ru] (СКА), Ігор Ларіонов («Хімік»), Микола Варянов («Динамо» Москва), Анатолій Антипов, Володимир Головков («Динамо» Рига).
- Тренери — Віталій Давидов, Вадим Захаров[1].

## Група В
| Збірна     | ФРА  | ПОЛ  | АВСТР | БЕЛ  | Ш     | О   |
| ---------- | ---- | ---- | ----- | ---- | ----- | --- |
| 1. Франція |      | 10:5 | 3:1   | 9:2  | 22:8  | 6:0 |
| 2. Польща  | 5:10 |      | 9:0   | 23:2 | 37:12 | 4:2 |
| 3. Австрія | 1:3  | 0:9  |       | 10:3 | 11:15 | 2:4 |
| 4. Бельгія | 2:9  | 2:23 | 3:10  |      | 7:42  | 0:6 |

| Збірна        | ШВЕЙ | ДАН | НІД  | ІТА | Ш     | О   |
| ------------- | ---- | --- | ---- | --- | ----- | --- |
| 1. Швейцарія  |      | 8:2 | 10:4 | 9:1 | 27:7  | 6:0 |
| 2. Данія      | 2:8  |     | 3:0  | 3:0 | 8:8   | 4:2 |
| 3. Нідерланди | 4:10 | 0:3 |      | 7:4 | 11:17 | 2:4 |
| 4. Італія     | 1:9  | 0:3 | 4:7  |     | 5:19  | 0:6 |

### Плей-оф
- 7-ме місце

Італія 
 17 – 2  Бельгія
- 5-те місце

Австрія 
 6 – 5  Нідерланди
- 3-тє місце

Польща 
6 – 5 OT  Данія
- Фінал

Франція 
4 – 5 OT  Швейцарія